# Championnats du monde de course en ligne de canoë-kayak de 1979
Navigation
Édition précédente Édition suivante
Les quinzièmes championnats du monde de course en ligne de canoë-kayak se sont déroulés à Duisbourg (Allemagne) en 1979.

## Podiums

### Hommes

#### Canoë
| Epreuve     | Or                                   | Temps | Argent                                    | Temps | Bronze                              | Temps |
| C-1 500 m   | Sergey Postrechin (URS)              |       | Ulrich Eicke (GER)                        |       | Liubomir Ljubenov (BUL)             |       |
| C-1 1000 m  | Tamás Wichmann (HUN)                 |       | Liubomir Ljubenov (BUL)                   |       | Ivan Patzaichin (ROU)               |       |
| C-1 10000 m | Tamás Wichmann (HUN)                 |       | Sergey Liminovich (URS)                   |       | Ivan Patzaichin (ROU)               |       |
| C-2 500 m   | ROU Ivan Patzaichin Istvan Capsuta   |       | URS Sergueï Petrenko Aleksandr Vinogradov |       | Pologne Marek Lbik Piotr Pawlowski  |       |
| C-2 1000 m  | URS Vasiliy Jurtzhenko Yuriy Lobanov |       | HUN Tamás Buday Oszkár Frey               |       | ROU Toma Simionov Gheorghe Simionov |       |
| C-2 10000 m | URS Vasiliy Jurtzhenko Yuriy Lobanov |       | ROU Cherasim Munteanu Gheorge Titu        |       | HUN Tamás Buday László Vaskúti      |       |

#### Kayak
| Epreuve     | Or                                                                             | Temps | Argent                                                                             | Temps | Bronze                                                                    | Temps |
| K-1 500 m   | Vladimir Parfenovich (URS)                                                     |       | John Sumegi (AUS)                                                                  |       | Peter Hempel (GDR)                                                        |       |
| K-1 1000 m  | Rüdiger Helm (GDR)                                                             |       | Ion Bîrlădeanu (ROU)                                                               |       | Felix Masar (TCH)                                                         |       |
| K-1 10000 m | Milan Janic (YUG)                                                              |       | Einar Rasmussen (NOR)                                                              |       | Nikolay Stepanenko (URS)                                                  |       |
| K-2 500 m   | URS Vladimir Parfenovich Sergey Zhuchray                                       |       | Allemagne de l'Est Bernd Olbricht Rüdiger Helm                                     |       | France Alain Lebas Francis Hervieu                                        |       |
| K-2 1000 m  | Norvège Einar Rasmussen Olaf Soyland                                           |       | HUN Zoltán Bakó István Szabó                                                       |       | URS Sergey Zhuchray Vladimir Trainikov                                    |       |
| K-2 10000 m | ROU Nicolae Eseanu Ion Bîrlădeanu                                              |       | URS Nikolay Astapkovich Vladimir Romanovskiy                                       |       | ESP Herminio Menéndez Luis Gregario Ramos                                 |       |
| K-4 500 m   | Allemagne de l'Est Bernd Duvigneau Harald Marg Jürgen Dittrich Roland Graupner |       | URS Sergey Zhinkarenko Ionas Sautra Sergey Zhuchray Vladimir Trainikov             |       | Pologne Ryszard Oborski Daniel Welna Grzegorz Koltan Grzegorz Sledziewski |       |
| K-4 1000 m  | Allemagne de l'Est Bernd Duvigneau Rüdiger Helm Harald Marg Bernd Olbricht     |       | Pologne Ryszard Oborski Daniel Welna Grzegorz Koltan Grzegorz Sledziewski          |       | URS Aleksandr Shaparenko Sergey Nagomy Aleksandr Avdeyev Ionas Sautra     |       |
| K-4 10000 m | URS Aleksandr Shaparenko Sergey Nikolskiy Vladimir Morozov Aleksandr Avdeyev   |       | Pologne Andrzej Klimaszewski Krzysztof Lepianka Zbigniew Torzecki Zdzislaw Szubski |       | HUN Támás Benkó Péter Konecsny László Szabó Zoltán Romhany                |       |

### Femmes

#### Kayak
| Epreuve   | Or                                                                              | Temps | Argent                                                                         | Temps | Bronze                                                          | Temps |
| K-1 500 m | Roswitha Eberl (GDR)                                                            |       | Galina Alekseyeva (URS)                                                        |       | Klára Rajnai (HUN)                                              |       |
| K-2 500 m | URS Natalya Kalashinkova Nina Doroh                                             |       | Allemagne de l'Est Marion Rösiger Martina Bischof                              |       | ROU Agafia Orlov Natasia Nichitov                               |       |
| K-4 500 m | Allemagne de l'Est Marion Rösiger Martina Bischof Birgit Fischer Roswitha Eberl |       | URS Galina Alekseyeva Nadezhda Trachimenok Tatiana Korchounova Larissa Nadviga |       | ROU Agafia Orlov Natasia Nichitov Maria Nicolae Adriana Tarasov |       |

## Tableau des médailles
| Rang  | Nation               | Or | Argent | Bronze | Total |
| ----- | -------------------- | -- | ------ | ------ | ----- |
| 1     | URS                  | 7  | 6      | 3      | 16    |
| 2     | Allemagne de l'Est   | 5  | 2      | 1      | 8     |
| 3     | ROU                  | 2  | 2      | 5      | 9     |
| 4     | HUN                  | 2  | 2      | 3      | 7     |
| 5     | Norvège              | 1  | 1      | 0      | 2     |
| 6     | Yougoslavie          | 1  | 0      | 0      | 1     |
| 7     | Pologne              | 0  | 2      | 2      | 4     |
| 8     | BUL                  | 0  | 1      | 1      | 2     |
| 9     | Australie            | 0  | 1      | 0      | 1     |
| 10    | Allemagne de l'Ouest | 0  | 1      | 0      | 1     |
| 11    | Tchécoslovaquie      | 0  | 0      | 1      | 1     |
| 12    | France               | 0  | 0      | 1      | 1     |
| 13    | ESP                  | 0  | 0      | 1      | 1     |
| Total | Total                | 18 | 18     | 18     | 54    |